# Щеглово (посёлок, Ленинградская область)
Щегло́во — посёлок во Всеволожском районе Ленинградской области, административный центр Щегловского сельского поселения.

## История
Возник в 1920-е годы как посёлок для рабочих совхоза «Щеглово», организованного в 1918 году.
По сведениям Рябовского волостного совета в декабре 1921 года в совхозе насчитывался 201 житель.
Согласно переписи населения СССР 1926 года:

ЩЕГЛОВО — совхоз Щегловского сельсовета Ленинской волости Ленинградского уезда, 23 двора, 89 душ.

Из них: русских — 20 дворов, 73 души; немцев — 1 двор, 5 душ; эстонцев — 1 двор, 7 душ; поляков — 1 двор, 4 души. (1926 год)

В 1926 году совхоз «Щеглово» был присоединён как отделение к совхозу «Приютино». Совхоз принадлежал Молочно-огородному тресту.

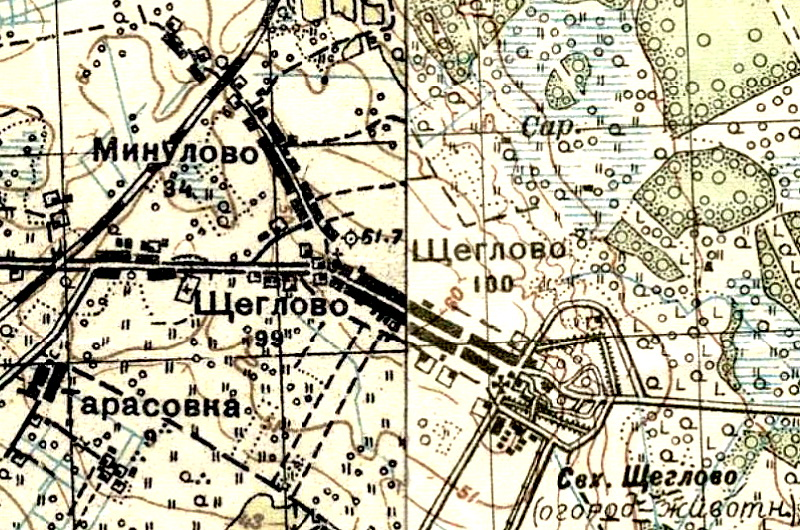
Деревня Щеглово и посёлок совхоза Щеглово на карте 1931 года

В 1938 году население совхоза Щеглово насчитывало 922 человека, из них русских — 410 и финнов — 512 человек. Совхоз входил в состав Романовского финского национального сельсовета.
Согласно переписи населения СССР 1939 года:

ЩЕГЛОВО — совхоз Романовского сельсовета Всеволожского района, 415 чел. (1939 год)

В советские годы в посёлке велось активное жилищное строительство.
По данным 1966, 1973 и 1990 годов посёлок Щеглово входил в состав Щегловского сельсовета с административным центром в деревне Щеглово.
В 1997 году в посёлке проживали 3079 человек, в 2002 году — 3111 человек (русские — 90 %), в 2007 году — 3079 человек, в 2010 году — 2943, а в 2019 году — 3765 человек.

## География
Находится в центральной части района на автодороге 41К-070 (Магнитная станция — Посёлок имени Морозова), в 5 км к востоку от города Всеволожска, смежно с одноимённой деревней.
Расстояние до ближайшей железнодорожной платформы Щеглово — 1,5 км.

## Демография
| 2002 | 2007  | 2010  | 2012  | 2017  | 2021  |
| ---- | ----- | ----- | ----- | ----- | ----- |
| 3111 | ↘3079 | ↘2943 | ↗3295 | ↗3370 | ↗5576 |

### Национальный состав
Согласно данным Всероссийской переписи населения 2021 года в посёлке проживали 5576 человек, из них:
 русские — 5193, украинцы — 24, узбеки — 26, азербайджанцы — 14, армяне — 12, белорусы — 12, таджики — 10, казахи — 7, татары — 6, карелы — 5, абхазы — 4, грузины — 4, финны-ингерманландцы — 4, испанцы — 2, киргизы — 2, литовцы — 2, молдаване — 2, немцы — 2, буряты — 1, евреи — 1, ингуши — 1, калмыки — 1, коми — 1, корейцы — 1, лезгины — 1, цыгане — 1, другие национальности — 48 человек, остальные национальность не указали.

## Инфраструктура
Посёлок состоит из 48 муниципальных и одного частного дома.
В посёлке работают: МУ «Щегловский сельский Дом культуры», межпоселенческая библиотека, школа рассчитанная на 560 учащихся (в 2020 году — 603 ученика) и музыкальная школа (в 2020 году обучались 120 человек), а также МДОУ «Детский сад комбинированного вида № 13» (в 2020 году — 379 детей) и спортивный клуб «Атлет», специализирующийся на пауэрлифтинге и тяжелой атлетике.
В посёлке Щеглово и близ него находится несколько садоводств и малоэтажных комплексов, среди которых ЖК «Щегловская усадьба», ЖК «Щеглово Парк», ЖК «Дом с фонтаном», ЖК «Алгоритм», ЖК «Азбука» (строительство заморожено) и ЖК «Жар Птица» (строительство не начато).